# Џастин Бибер: Годишња доба
Џастин Бибер: Годишња доба (енгл. Justin Bieber: Seasons) америчка је документарна серија из 2020. године о канадском певачу Џастину Биберу. Детаљно приказује његов повратак музици и личне борбе, укључујући здравствене проблеме као што је борба против лајмске болести и превазилажење менталног стреса и зависности од дрога.
Оборила је рекорд за најгледанију премијеру серије YouTube Originals током прве седмице од почетка приказивања, где је прва епизода под насловом „Leaving the Spotlight” прикупила више од 32 милиона прегледа.

## Улоге
- Џастин Бибер
- Хејли Бибер
- Скутер Браун
- Алисон Кеј
- Рајан Гуд
- Џош Гудвин
- Данијел Амен
- Ерика Леман
- Баз Мингин
- Били Ајлиш
- Ашер
- Аријана Гранде
- Рики Гиљарт
- Ернест Гиљарт
- Џејден Смит
- Кендал Џенер
- Кајли Џенер
- Крис Џенер
- Остон Метјуз
- Мич Марнер
- Тајсон Бери

## Епизоде
| Бр. еп. | Наслов | Редитељ         | Премијера         |
| ------- | ------ | --------------- | ----------------- |
| 1       |        | Мајкл Д. Ратнер | 27. јануар 2020.  |
| 2       |        | Мајкл Д. Ратнер | 27. јануар 2020.  |
| 3       |        | Мајкл Д. Ратнер | 27. јануар 2020.  |
| 4       |        | Мајкл Д. Ратнер | 27. јануар 2020.  |
| 5       |        | Мајкл Д. Ратнер | 3. фебруар 2020.  |
| 6       |        | Мајкл Д. Ратнер | 5. фебруар 2020.  |
| 7       |        | Мајкл Д. Ратнер | 10. фебруар 2020. |
| 8       |        | Мајкл Д. Ратнер | 12. фебруар 2020. |
| 9       |        | Мајкл Д. Ратнер | 17. фебруар 2020. |
| 10      |        | Мајкл Д. Ратнер | 25. фебруар 2020. |